# 허안나
허안나(許安娜, 1984년 11월 15일~)는 대한민국의 희극 배우이다.

## 경력
- 동아방송예술대학교 연극영화과를 졸업하였고 연극배우를 꿈꾸다 개그우먼을 해보라는 교수님의 말에 의해 개그우먼 시험을 봐 합격하였다.

- 2005년,연극배우로 데뷔하였고 2007년, MBC 16기 특채 개그우먼으로 들어갔다, 2008년 당시 개그콘서트 감독이었던 김석현 감독에 의해 컬투홀에서 발견돼 특채로 들어갔으나 2009년 다시 시험을 봐 KBS 공채 24기 개그우먼으로 들어가게 된다.

- 이후 《나를술푸게하는세상》, 《슈퍼스타 KBS》 코너를 연속으로 히트 시키며 KBS 연예대상 2010년 코미디부분우수상, 2014년 코미디부분우수상을 받고 2016년 이후 《코미디빅리그》로 이적한다.

- 현재는 인스타그램에 망원동 짐승녀라는 웹툰을 연재 중이며, 안나tv유튜버로도 활동하고 있다.
- 2019년 1월,개그맨 출신 일반인 남자친구와 결혼하였다.
- 2020년부터는 고독한 애주가라는 유튜브 방송을 하고 있다.
- 2020년 3월26일, 친언니가 사망하는 안타까운 일을 겪었다. 지금은 그립(2020년7월기준)이라는 어플을 통해 인터넷쇼핑 라이브방송을 하고 있다.
- 2023년 이후부터는 팟캐스트 <뉴잼스>에 고정출연중이다.2024년 다이어트를 선언하고 인스타에 과정영상을 올리고있다.이 외에 다른활동은 딱히 안하는듯 하다.
- 2024년 인스타에 안나몰을 오픈,인스타공구를 하고있다.

## 학력
- 서울여자고등학교 (졸업)
- 동아방송예술대학교 연극영화과 (졸업)

## 데뷔
- 2007년 MBC 16기 특채 개그우먼
- 2009년 KBS 24기 공채 개그우먼

## 방송 및 활동
- MBC 《개그야》 2007~2008 : 〈없어〉
- KBS2 《개그콘서트》 2008~2015

1. 봉숭아학당 대성이엄마 (2008)
2. 뜬금뉴스 (2008)
3. 독한것들 (2008.11.16~2009.01.04) →후 오나미로멤버교체
4. 나를술푸게하는세상 (2009.11.15~2010.06.06)
5. 슈퍼스타KBS-세레나허 (2010.06.27~2011.04.17)
6. 사랑합니다고객님 (2010.08.22~2010.08.29)
7. 사운드오브드라마 (2011.03.27~2011.07.31)
8. 슈퍼스타KBS 성악돌(2011.09.11~2011.11.20)
9. 패션No.5 (2011.10.16~2012.01.08)
10. 무섭지아니한가(2012.05.13~2012.10.21)
11. 희극여배우들 (2012.07.15~2012.09.02) →후 김영희로 교체
12. 노애 (2012.12.02~2013.01.20)
13. 당신이한번도보지못한개그콘서트 썬이 (2011.08.17 첫방송/2013.02.11 설날특집재방송)
14. 당신이한번도보지못한개그콘서트 버티고 (2013.01.23 첫방송/2013.02.11 설날특집재방송)
15. 버티고 (2013.03.10~2013.08.25)
16. 당신이한번도보지못한개그콘서트 메이킹우먼쇼 (2013.07.17 첫방송/2013.09.19 설날특집재방송)
17. 당신이한번도보지못한개그콘서트 군대온걸 (2012.03.14 첫방송/2013.09.19 설날특집재방송)
18. 군대온걸 (2013.09.29~2013.10.20)
19. 개그콘서트 시청률의제왕 (2013.09.01 합류 ~2014.07.06)
20. 개그콘서트 대학로로맨스 (2014.01.26~2014.06.29)
21. 개그콘서트 참좋은시절 (2014.07.13~2014.08.03)
22. 개그콘서트 나혼자남자다 (2014.08.17~2014.12.28)
23. 개그콘서트 10년후 (2014.10.05~2015.03.22)
24. 개그콘서트 언프리티컴피티션 (2015.03.29)
25. 개그콘서트 불량엄마 (2015.03.22~2015.07.26)

- tvN《코미디빅리그》2016~2020

1. 로 To The 봇 (2016.04.03~2016.06.12)
2. 쇼 미더 구라 (2016.07.03~2016.07.24)
3. 마이 마더 (2017.01.01~2017.01.22)
4. 직장살이 (2017.04.02~2017.06.18)
5. 중독 (2017.04.02~2017.04.09)
6. 내 친구 도연이 (2017.09.10~2017.09.17)
7. 내 친구를 소개합니다 (2017.10.09~2017.12.17)
8. 이별여행사 (2018.01.07~2018.06.24)
9. 문식당 (2018.04.15~2018.06.24)
10. 선다방 (2018.07.08~2018.12.23)
11. 갑분싸 (2018.10.07~2019.06.23)
12. 황철두 (2019.08.04~2019.12.22)
13. 야만다 (2020.01.05~2020.03.22)
14. 안나는 원더우먼 (2020.01.05~2020.02.09)
15. 캐스팅2020 (2020.04.05~2020.06.21)
16. 라떼 IS 홀스 (2020.07.05~2020.08.09)
17. 찐친이야 (2020.08.09~2020.09.20)

### 예능 출연 목록
고정출연
- KBS 모닝에이드 MC (2010)

- 다이아몬드걸시즌2  (2012년)

- 팔로우미 2012~2013

- 심야괴담회 2021.03.11 ~ 2022.03.31

- 자급자족원정대 22.04.14~22.11.10

- 씨름의 여왕 22.07.19~22.09.13

프로젝트
- 프로젝트런웨이코리아4S 2012

- 오늘부터1일 (2019.10.21~2019.11.25)

1회성게스트출연
- 출발드림팀 2010.11.14
- 안녕하세요 2011.01.17
- 더체어코리아 2012
- 출발드림팀 2012.06.10
- 텐미닛박스 2012.09.03
- 김승우의승승장구 2012.10.02
- 연예가중계 버티고인터뷰 2013.08.03
- Tvn E-news 기자vs기자 2013.08.20
- 도전천곡 2013.08.25
- 세대공감토요일 2013.10.05
- 연예가중계 2014.02.08
- 안녕하세요 2014.03.24
- 가족의품격풀하우스 2014.11.05
- 위기탈출넘버원 2014.12.01
- 인간의조건 2014.12.22
- 안녕하세요 2015.01.05
- 위기탈출넘버원 2015.05.04
- 백인백곡-끝까지간다 2015.06.30
- 백인백곡-끝까지간다 2015.07.07
- 님과함께시즌2 최고의사랑 2016.01.05
- 님과함께시즌2 최고의사랑 2016.01.12
- 설특집이경규의요리원정대 2016.02.06
- 어서옵쇼 2016.06.24
- 문제적남자 2016.12.25
- 언니네핫초이스 2016.12.29
- 문제작남자 2017.01.01
- 골든탬버린 2017.01.12
- 나혼자산다 2017.03.31
- 오프더코빅 2017.04.26
- MUST EAT20 2017.08.08
- 맛있는녀석들한입만콘테스트 2017.10.02
- 쿨까당 2018.10.03
- SBS 본격연예한밤 2019.01.15
- TV쇼 진품명품 2019.01.20
- 아내의맛 2019.03.05
- 비디오스타 2019.03.19
- 좋은아침 2019.08.22
- 나혼자산다 2020.02.14
- 1호가될순없어 2020.05.27
- SBS스폐셜 꼬리에꼬리를무는 그날이야기 2020.06.28
- 롤러코스터 리푸트 2020.10.27[2]
- 심야괴담회 파일럿 1회 2021.01.07
- 심야괴담회 파일럿 2회 2021.01.09
- 1호가될순없어 2021.01.10
- 골든타임 2021.02.26
- 편스토랑 21.04.09
- 아수라장 21.08.17
- 빼고파 22.07.09
- 프리한닥터 22.12.05
- 아는형님 23.11.04
- 동상이몽 24.12.16

### 라디오 출연 목록
패널
- 국방FM 《이준기의 주고싶은 마음 듣고싶은 얘기》 패널 (2011)

- KBS 쿨FM 《이소라의 가요광장》 패널 (2014)
- MBC 표준FM 《허경환의 별이 빛나는 밤에》 패널 (2015)
- KBS 쿨FM 《슈퍼주니어의 키스 더 라디오》 패널 (2015~2016)
- 팟캐스트 《허안나, 소림쌤의 톡톡사주》(2016~2017)
- TBN 《주말 신나는 운전석》 DJ (2017~2018)
- SBS 러브FM 《김창열의 올드스쿨》 패널 (2015~2019)
- EBS 라디오 《미드나잇블랙》 (2018~2019)
- SBS 파워FM 《두시탈출 컬투쇼》 2019~2021
- 팟캐스트 《1이사라졌습니다》 2019~2021
- 팟캐스트 《백은하,허안나의 배우연구소》 2019
- 팟캐스트 《크라임》

-추리교실 특집1 2018.02.13
-추리교실 특집2 2018.02.15
-이상한동료 특집1 2018.05.23
-이상한동료 특집2 2018.05.24
-이상한학교 특집1 2018.08.01
-이상한학교 특집2 2018.08.02
-이상한도로 특집1 2019.02.04
-이상한도로 특집2 2019.02.05
-수상한메일함4-몸쓰는 우체부 2020.11.27를 시작으로 수상한메일함 코너에 고정출연하고 있다.  
- SBS 《두시탈출컬투쇼》 2019~2020
- SBS 파워FM 《나르샤의 아브라카다브라》 패널 2020~2021
- KBS 《정은지의 가요광장》패널 2022
- KBS 《이기광의 가요광장》패널 2022~2023
- 팟캐스트 《뉴잼스》 23.07.21~25.01.16
- SBS 러브FM 《뜨거우면지상렬》 패널 2023.11.22~현재
- MBC FM4U 《굿모닝FM테이입니다》 패널 2024.01.09~현재
- KBS 쿨FM 《하하의슈퍼라디오》 패널 2024.11.27~현재

게스트
- SBS 파워FM 《붐의 영스트리트》 출연 2013.05.10
- SBS 파워FM 《박소현의 러브게임》 출연
  - 2014.10.06
  - 2015.01.01
  - 2021.09.17
- SBS 파워FM 《공형진의 씨네타운》출연 2015.08.27
- SBS 러브FM 《윤형빈, 양세형의 투맨쇼》 출연 2016.07.14
- TBS  《지상렬의 브라보브라보》출연 2017.06.27
- TBS  《지상렬의 브라보브라보》출연 2017.07.04
- 팟캐스트 <정영진 최욱의 불금쇼> 출연 2017.12.14
- SBS 파워FM 《두시탈출 컬투쇼》 출연 2018.01.19
- SBS 파워FM 《최화정의 파워타임》 출연 2018.08.14
- KBS 쿨FM 《이수지의 가요광장》 출연 2019.01.07
- KBS 쿨FM 《문희준의 뮤직쇼》 출연 2019.01.17
- 팟캐스트 《장도연,양세찬의 오케바디》출연
  - 시즌2 6회 2017.07.30
  - 시즌2 7회 2017.07.30
  - 시즌2 9회 2017.08.16
  - 시즌2 10회 2017.08.20
- 팟캐스트 <김빡의 해피버스데이고양> 출연
  - 2018.05.11 출연
  - 2018.08.03
  - 2018.08.20
  - 2018.09.14
- 팟캐스트 <안영미의 귀르가즘> 출연
  - 2018.10.04
  - 2018.10.09

- 팟캐스트 <SML경기(경기도팟캐스트)> 출연 2020.01.31
- 팟캐스트 <송은이&김숙 비밀보장> 출연 2021.06.16
- KBS <이은지의 가요광장> 출연 2024.11.06

### 드라마 출연
- KBS2 《스파이 명월》 까메오 2011.08.08
- MBC 《한 번 더 해피엔딩》 까메오 2016.02.03
- 캔디TV 1초의순간 2016
- 캔디TV 1인칭드라마공감
- 캔디TV 여배우다이어리
- SBS 《낭만닥터 김사부》 까메오 2016.11.07
- 이번주아내가바람을핍니다 까메오 2016.11.26
- 이판사판 까메오 2017.11.23
- 막돼먹은 영애씨 17 박안나 역 (특별출연) 2019.02.15
- 개그맨TV 개고생
- 웹시트콤 '글로벌 여행사 가보이소'

### 유튜브 출연
고정패널
- 개꼬장비디오 (2016)
- 안나TV 유튜브 (2017)
- 고독한 애주가 (2019)
- 원쁠쇼 (2021)
- 허영만의내일출근안해 (210512 게스트출연시작으로

220713이후로 1년간고정)
- 스트릿개그우먼파이터2 베이비딥슬립역

1회성게스트출연
- 코스모 참견
- 오랑캐TV지호 버티코팀쓸데없는선물하기
- 161212 언니의술냉장고-니술냉가이드
- 200118 신지훈의 뷰티비,파우치 공개
- 200122 시톡티비인터뷰
- 210606 덜찌언니
- 220204 미선임파서블게스트출연 (허안나,신기루)
- 220331 해장님게스트출연 (허안나,풍자,신기루)
- 220527 돌출입터뷰 신기루소개
- 230218 빡구형일어나 게스트출연
- 230817 권감각-권모술수 게스트출연
- 230906 개세모 (허안나,이은형,신기루)
- 231105 당황TV 몰카대상출연
- 231105 왕진주 게스트출연
- 231211 김니나PD의 주말라이프
- 240424 낮술하기루 게스트출연
- 241101 쿵스튜디오 나르샷(허안나,신기루,나르샤)
- 241107 스튜디오수제 EP6.웬그사

### 공연 목록
다회공연
- 2015 코믹컬 드립걸즈 시즌4 레드팀 (김영희, 허안나, 안소미, 박소라)
- 2016 코믹컬 드립걸즈 시즌5 골드팀 (홍현희, 김영희, 허안나, 박은영)
- 2017 개그미쓰코리아 (김영희, 허안나, 박은영, 박소라)
- 2018 코믹컬 드립걸즈 시즌7 블루팀 (허안나, 성현주, 박은영, 신기루, 김나희)
- 2018 뮤지컬 키스앤메이크업
- 2025 갈매기

부산국제코미디페스티벌
- 2013 제1회 부산국제코미디페스티벌 (버티고공연)

- 2014 제2회 부산국제코미디페스티벌 (개막식, 레드카펫)
- 2017 제5회 부산국제코미디페스티벌 (개그미쓰코리아공연)

1회성 공연
- 20101219 개그선물세트시즌3 IN 부산
- 20101224 크리스마스개그콘서트 IN 부산
- 20110123 개그선물세트시즌3 IN 전주
- 20110212 개그드림콘서트 IN 순천
- 20110213 개그플러스 IN 부산
- 20110320 개그선물화이트데이스폐셜 IN 부산

- 20110327 개그선물화이트데이스페셜 IN 울산
- 20110501 개그판타지쇼 IN 광주
- 20110514 개그슈퍼스타콘서트 IN 부산
- 20111015 개그판타지쇼 IN 부산
- 20111210 개그판타지쇼 IN 대전
- 20111211 개그판타지쇼 IN 부산
- 20111217 개그판타지쇼 IN 대구
- 20111225 개그판타지쇼 IN 순천
- 20111231 개그더코미디쇼 IN 대전
- 20120310 개그더코미디쇼 IN 청주
- 20120311 개그더코미디쇼 IN 구미
- 20120422 개그더코미디쇼 IN 춘천
- 20120603 개그더코미디쇼 IN 창원
- 20120722 개그빅콘서트 IN 대전
- 20120902 개그판타지쇼 IN 부산
- 20120916 개그더코미디쇼 IN 여수
- 20121007 개그판타지쇼 IN 대구
- 20121014 개그빅콘서트 IN 천안
- 20121021 개그더코미디쇼 IN 성남
- 20121027 개그더코미디쇼 IN 청주
- 20121028 개그더코미디쇼 IN 진주
- 20121111 개그빅콘서트 IN 울산
- 20121125 개그빅콘서트 IN 목포
- 20121209 개그판타지쇼 IN 포항
- 20121215 개그판타지쇼 IN 창원
- 20121216 개그판타지쇼 IN 대구
- 20130126 개그판타지쇼 IN 광주
- 20130127 개그판타지쇼 IN 청주
- 20130302 개그빅콘서트 IN 인천
- 20130303 개그판타지쇼 IN 대전
- 20130512 개그드림콘서트 IN 대구
- 20130519 개그더코미디쇼 IN 창원
- 20130629 개그더코미디쇼 IN 전주
- 20130721 개그더코미디쇼 IN 목포
- 2013.08.04~2013.08.05 개그썸머드림라이브콘서트 IN 서울
- 20131006 윤형빈소극장 IN 부산
- 20131109 개그드림콘서트 IN 청주
- 2014 제1회 동물보호문화축제
- 2015 제2회 동물보호문화축제
- 20190209 김해두산위브더제니스 MC
- 2019.05.22-2019.05.23 펀펀마켓
- 20231127 국악콘서트 다담 MC

### CF
- 비요뜨
- 좋은데이
- 술꼬장
- 스케쳐스
- 서든어택
- LG생활건강 페리오
- LG침구청소기
- 맘카TV
- 카시오 디지털카메라
- 미샤 개똥쑥

### 기타 활동 목록
- 2010 허경환 자이자이 피쳐링
- 2010~2011 러블리수 쇼핑몰모델
- 2011 12월호 보그 패션No.5 화보
- 2012 12월호 얼루어코리아 (신보라, 안영미, 허안나, 김미려, 강유미)
- 2012 SGC서울걸즈컬렉션 런웨이 참석
- 2012 에트로20주년기념자선패션쇼 참석
- 2012 프로젝트런웨이코리아4파이널TOP3디자이너컬렉션 참석
- 2014 투송플레이스-나이키 MV
- 2014 코스모폴리탄 화보 (반려동물)
- 2015 백상예술대상참석
- 2016 코스모폴리탄 12월호 화보
- 2017 S/S 헤라서울패션위크 참석
- 2019 보그 2월호 갑분싸 화보

## 개그콘서트 등장회차 타임라인
다음은 크큭티비 유튜브 채널에서 올라오는 개그콘서트 정주행을 토대로 편집한 내용이다. 아직 1회밖에 올라오지 않아,등장 회차가 올라오는 순간부터 서서히 정리할 예정

## 수상
- 2010년 KBS 연예대상 코미디부문 여자 우수상
- 2014년 KBS 연예대상 코미디부문 여자 우수상

## 유행어
- 뻥치지마! (무섭지 아니한가(家))
- 그냥 편한 형이라 생각해! (나 혼자 남자다)
- 벌써 10년이 지났네 (10년후)

## 같이 보기
- 박은영
- 홍현희
- 김영희
- 안소미
- 장도연
- 정은선
- 박소라
- 박소영
- 신보라